# Esparragosa de Lares
Esparragosa de Lares je španělské město situované v provincii Badajoz (autonomní společenství Extremadura).

## Poloha
Obec je vzdálena 110 km od Méridy a 170 km od města Badajoz. Patří do okresu La Siberia a soudního okresu Herrera del Duque. Obcí prochází silnice EX-103 a EX-322.

## Historie
V roce 1834 se obec stává součástí soudního okresu Puebla de Alcocer. V roce 1842 čítala obec 660 usedlostí a 2 450 obyvatel.

## Odkazy

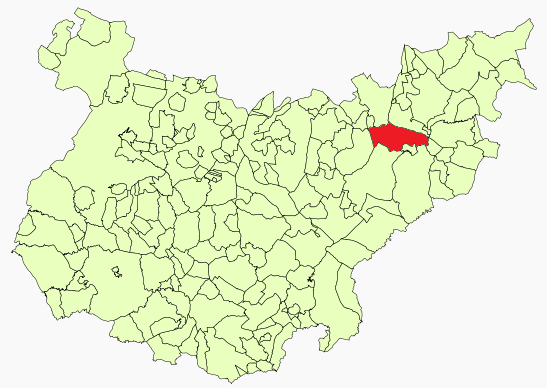
Poloha obce v provincii Badajoz

## Demografie
| Populace obce Esparragosa de Lares z let (1842–2010) | Populace obce Esparragosa de Lares z let (1842–2010) | Populace obce Esparragosa de Lares z let (1842–2010) | Populace obce Esparragosa de Lares z let (1842–2010) | Populace obce Esparragosa de Lares z let (1842–2010) | Populace obce Esparragosa de Lares z let (1842–2010) | Populace obce Esparragosa de Lares z let (1842–2010) | Populace obce Esparragosa de Lares z let (1842–2010) | Populace obce Esparragosa de Lares z let (1842–2010) | Populace obce Esparragosa de Lares z let (1842–2010) | Populace obce Esparragosa de Lares z let (1842–2010) | Populace obce Esparragosa de Lares z let (1842–2010) | Populace obce Esparragosa de Lares z let (1842–2010) | Populace obce Esparragosa de Lares z let (1842–2010) | Populace obce Esparragosa de Lares z let (1842–2010) | Populace obce Esparragosa de Lares z let (1842–2010) | Populace obce Esparragosa de Lares z let (1842–2010) | Populace obce Esparragosa de Lares z let (1842–2010) |
| ---------------------------------------------------- | ---------------------------------------------------- | ---------------------------------------------------- | ---------------------------------------------------- | ---------------------------------------------------- | ---------------------------------------------------- | ---------------------------------------------------- | ---------------------------------------------------- | ---------------------------------------------------- | ---------------------------------------------------- | ---------------------------------------------------- | ---------------------------------------------------- | ---------------------------------------------------- | ---------------------------------------------------- | ---------------------------------------------------- | ---------------------------------------------------- | ---------------------------------------------------- | ---------------------------------------------------- |
| 1842                                                 | 1857                                                 | 1860                                                 | 1877                                                 | 1887                                                 | 1897                                                 | 1900                                                 | 1910                                                 | 1920                                                 | 1930                                                 | 1940                                                 | 1950                                                 | 1960                                                 | 1970                                                 | 1981                                                 | 1991                                                 | 2001                                                 | 2010                                                 |
| 2 450                                                | 2 778                                                | 2 880                                                | 2 585                                                | 2 695                                                | 2 509                                                | 2 533                                                | 2 585                                                | 2 601                                                | 2 722                                                | 2 414                                                | 2 944                                                | 2 762                                                | 1 993                                                | 1 524                                                | 1 245                                                | 1 132                                                | 1 031                                                |